# Diplacina nana
Diplacina nana är en trollsländeart som beskrevs av Brauer 1868. Diplacina nana ingår i släktet Diplacina och familjen segeltrollsländor. IUCN kategoriserar arten globalt som livskraftig. Inga underarter finns listade i Catalogue of Life.